# Feliks Siedlecki (wojskowy)
Feliks Siedlecki (ur. 12 października 1892 w Uralsku, zm. 27 grudnia 1961 w Bytomiu) – rotmistrz Wojska Polskiego, kawaler Orderu Virtuti Militari.

## Życiorys
Urodził się 12 października 1892 w Uralsku, ówczesnym mieście obwodowym Generał-gubernatorstwa stepowego, w rodzinie Wilhelma i Zofii z domu Russek.
W czasie wojny z bolszewikami walczył w szeregach 7 pułku ułanów. Po zakończeniu działań wojennych kontynuował służbę w tym pułku jako żołnierz zawodowy. 3 maja 1922 został zweryfikowany w stopniu porucznika ze starszeństwem od 1 czerwca 1919 i 75. lokatą w korpusie oficerów jazdy (od 1924 – kawalerii). W listopadzie 1924 został przydzielony z macierzystego pułku do szwadronu pionierów przy 2 Dywizji Kawalerii w Warszawie na stanowisko młodszego oficera szwadronu. 1 grudnia 1924 prezydent RP nadał mu stopień rotmistrza z dniem 15 sierpnia 1924 i 3. lokatą w korpusie oficerów kawalerii. W sierpniu 1926 został przeniesiony do 1 pułku szwoleżerów w Warszawie z pozostawieniem na zajmowanym stanowisku w szwadronie pionierów. W kwietniu 1928 został przesunięty na stanowisko dowódcy szwadronu, który w 1930 został przemianowany na 2 szwadron pionierów. W lutym 1933 został przeniesiony do baonu sztabowego MSWojsk. na stanowisko dowódcy szwadronu sztabowego. Mieszkał w Warszawie przy ul. Felińskiego 14. W kwietniu 1934, po likwidacji baonu sztabowego MSWojsk., został przeniesiony do 8 Dywizji Piechoty w Modlinie na stanowisko oficera taborowego. Później, w tym samym stopniu i starszeństwie, został przeniesiony do korpusu oficerów administracji, grupa administracyjna. W marcu 1939 pełnił służbę w 7 pułku ułanów w Mińsku Mazowieckim na stanowisku zastępcy oficera mobilizacyjnego.
W czasie kampanii wrześniowej 1939 początkowo w Ośrodku Zapasowym Kawalerii „Garwolin”, a następnie dowódca szwadronu pieszego liczącego 180 ułanów. Na czele tego szwadronu został skierowany do osłony mostu na Wiśle w Świdrach Małych, a później dołączył do 41 Dywizji Piechoty. Dostał się do niemieckiej niewoli.
Po uwolnieniu z niewoli został przyjęty do Polskich Sił Zbrojnych na Zachodzie, a później wrócił do kraju i został zarejestrowany w jednej z rejonowych komend uzupełnień.
Zmarł 27 grudnia 1961 w Bytomiu. Był żonaty.
W Oddziałowym Archiwum Instytutu Pamięci Narodowej w Katowicach przechowywane są materiały operacyjne Wojewódzkiego Urzędu Spraw Wewnętrznych w Katowicach z lat 1947–1955 dotyczące „Siedleckiego Feliksa, imię ojca: Wilhelm, ur. 12-10-1892 r., byłego oficera PSZ na Zachodzie w czasie II wojny światowej” (sygn.. IPN Ka 04/2797).

## Ordery i odznaczenia
- Krzyż Srebrny Orderu Wojskowego Virtuti Militari nr 5143 – 28 lutego 1922[26][27][28]
- Krzyż Walecznych[29][30]
- Srebrny Krzyż Zasługi – 10 listopada 1928 „w uznaniu zasług, położonych na polu pracy w poszczególnych działach wojskowości”[31][32]
- Medal Pamiątkowy za Wojnę 1918–1921[33]
- Medal Dziesięciolecia Odzyskanej Niepodległości[33]
- łotewski Medal 10 Rocznicy Wojny Niepodległościowej – 6 sierpnia 1929[34][33]

17 stycznia 1933 Komitet Krzyża i Medalu Niepodległości odrzucił wniosek o nadanie mu tego odznaczenia „z powodu braku pracy niepodległościowej”